# Parm
Parm (ibland palm, från isländskans farmr = last eller skeppsladdning) är ett gammalt volymmått för uppmätning av hö i en stor låda, kallad parm. 
Volymen på en parm har varierat kraftigt genom historien. Enligt en förordning från år 1728 skulle en så kallad stockholmsparm motsvara 3 3/4 alnar i höjd och 4 3/4 alnar i bredd på vardera sidan. Inalles motsvarar detta i dagens mått 17,72 kubikmeter. En kronparm var däremot 216 kubikfot eller 5,65 kubikmeter. Den användes bland annat i 1773 års skattläggningsmetod för Västerbotten, där en parm (27 kubikalnar eller 216 kubikfot) jämställdes med ett vinterlass hö om 48 lispund.